# Veinticinco de Mayo (partido)
Veinticinco de Mayo (Partido de Veinticinco de Mayo) is een partido in de Argentijnse provincie Buenos Aires. Het bestuurlijke gebied telt 34.877 inwoners. Tussen 1991 en 2001 steeg het inwoneraantal met 1,82 %.

## Plaatsen in partido Veinticinco de Mayo
- Agustín Mosconi
- Del Valle
- Ernestina
- Gobernador Ugarte
- Lucas Monteverde
- Norberto de La Riestra
- Paraje Huetel
- Paraje M.Berraondo
- Pedernales
- San Enrique
- Valdés
- Veinticinco de Mayo